# Lac Tea Nord
Le lac Tea Nord (anglais : North Tea Lake) est un lac protégé dans le nord-ouest du Parc provincial Algonquin au Canada. C'est une destination prisée des canoéistes.